# Радемин
Радемин (нем. Rademin) — община в Германии, в земле Саксония-Анхальт. 
Входит в состав района Зальцведель. Подчиняется управлению Зальцведель-Ланд.  Население составляет 233 человека (на 31 декабря 2006 года). Занимает площадь 14,12 км².